# 聚盘衣属
聚盘衣属（学名：Glypholecia）是微孢衣菌科的一属。

## 下属物种
本属包括以下物种：
- Glypholecia candidissima Nyl.
- 糙聚盘衣 Glypholecia scabra (Pers.) Müll.Arg.